# Geocalamus
Genre
Geocalamus est un genre d'amphisbènes de la famille des Amphisbaenidae.

## Répartition
Les deux espèces se rencontrent au Kenya et en Tanzanie.

## Description
Les espèces de ce genre sont apodes.

## Liste des espèces
Selon The Reptile Database (25 juil. 2011) :
- Geocalamus acutus Sternfeld, 1912
- Geocalamus modestus Günther, 1880

## Publication originale
- Günther, 1880 : Description of new species of reptiles from eastern Africa. Annals and Magazine of Natural History, ser. 5, vol. 6, p. 234-238 (texte intégral).